# Chiasognathus
Chiasognathus là một chi bọ cánh cứng trong họ Lucanidae được tìm thấy ở Argentina và Chile.

## Các loài
Chi này có 7 loài:
- Chiasognathus beneshi Lacroix, 1978
- Chiasognathus grantii Stephens, 1832
- Chiasognathus impubis Parry, 1870
- Chiasognathus jousselinii Reiche, 1850
- Chiasognathus latreillei Solier, 1851
- Chiasognathus mniszechii Thomson, 1862
- Chiasognathus sombrus Paulsen & Smith, 2010

## Hình ảnh

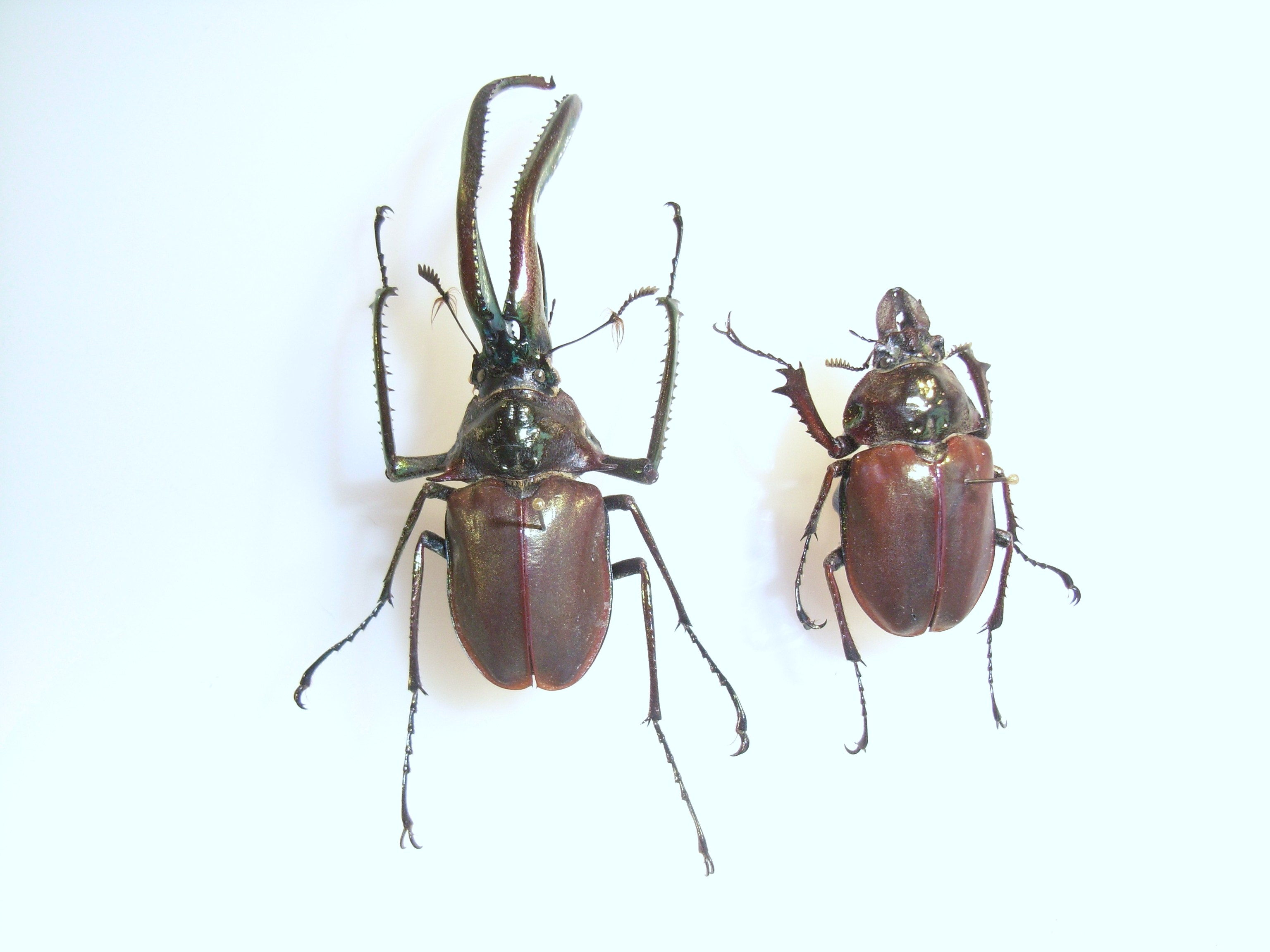
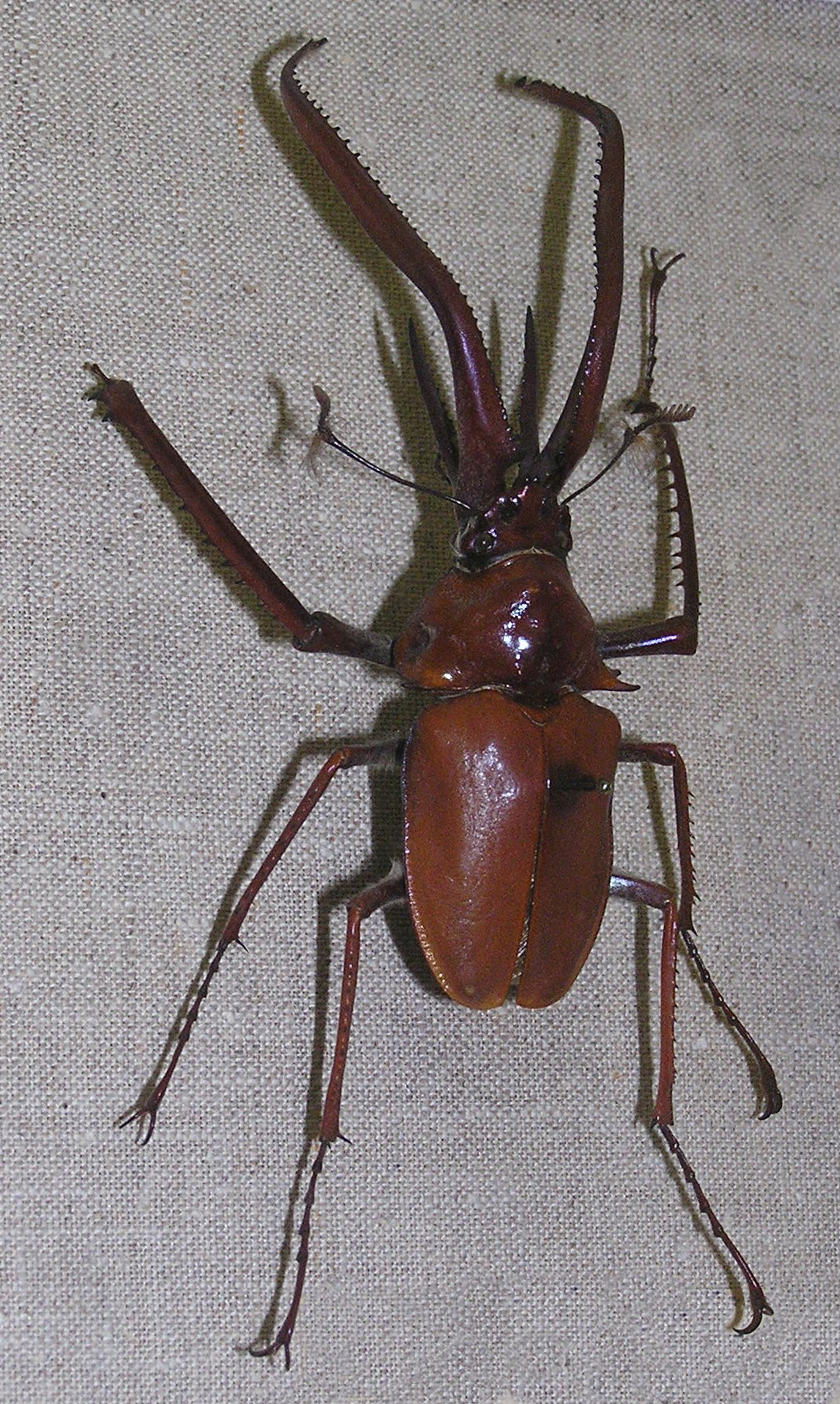